# MisterChip
Alexis María Martín-Tamayo Blázquez  (Badajoz, 28 de junio de 1973), más conocido como MisterChip, es un comentarista deportivo y experto en datos y cifras (sobre fútbol, baloncesto, tenis, entre otros deportes) español. Trabaja en ESPN, Onda Cero y As.

## Inicios
Hijo del escritor Tomás Martín-Tamayo, MisterChip nace en Badajoz, España. Empezó con su profesión poco antes del Mundial de España 82, a la edad de nueve años, anotando datos de fútbol en hojas de papel y en libretas. Es ingeniero de telecomunicación por la Universidad de Sevilla y actualmente vive en Madrid, donde inició su actividad profesional en 1997.
MisterChip se ha especializado en proveer datos del deporte, sobre todo en el ámbito del fútbol. Durante años, desde que era muy joven, ha recopilado decenas de miles de datos, creando su propia base de datos con cuantiosa información sobre múltiples disciplinas deportivas.

## Radio, televisión e internet
Entró en ESPN (Latinoamérica) gracias a que Fernando Palomo lo recomendó a la cadena. Además, trabaja en Onda Cero (Radioestadio) y As, con el que ha realizado más de mil informes estadísticos. A día de hoy, cuenta con más de 3.3 millones de seguidores en Twitter, siendo el personaje más seguido del ámbito periodístico en España tras Jordi Évole.

## Polémicas
Una de las polémicas en las que MisterChip estuvo envuelto fue cuando el futbolista argentino Lionel Messi marcó un gol contra el Mallorca en la temporada 2011-12 de la primera división de España. La liga le concedió el gol a Messi. Sin embargo, el propio MisterChip no se lo concedió a él ya que, segundos antes del gol, el balón aparentemente roza la cabeza de Alexis Sánchez. Desde entonces se ha creado ese debate.